# Marea estelar
Marea estelar es una novela de ciencia ficción de David Brin de 1983. Es el segundo libro de la serie La elevación de los pupilos, precedido por Navegante solar y seguido de La rebelión de los pupilos. Ganó los premios Hugo y Nébula a la mejor novela. Posteriormente fue revisada por el autor en 1993 para corregir errores y omisiones de la edición original.
Marea Estelar es un trabajo inicial del autor David Brin, el cual ha ganado en popularidad, y fue la semilla de tres novelas más, que giran en torno a la tripulación de la nave de la Tierra  Streaker (la Trilogía de la Elevación de los Pupilos).
Marea estelar fue publicada inicialmente como "Las mareas de kithrup" en mayo de 1981.; en la actualidad las pruebas sin corregir de la novela que todavía llevan ese título se han convertido en objetos de colección.

## Sinopsis
En el año 2489 la nave terrestre Streaker tripulada por 150 neo-delfines, siete seres humanos, y un neo-chimpancé descubren una flota de naves espaciales, alrededor de 50.000, todas ellas del tamaño de pequeñas lunas en pozo espacial (zona de baja densidad de materia). Las naves parece que pertenecen a los  Progenitores (una especie ancestral del Universo), la legendaria primera raza, que elevó a las otras especies. El capitán Gig es enviado a investigar, pero es destruido junto con una de las embarcaciones abandonadas - matando a 10 miembros de la tripulación. El Streaker logra recuperar algunos  artefactos en la nave destruida y encuentra en buen estado de conservación el cadáver de uno de los tripulantes alienígenas. La tripulación del Streaker utiliza un rayo psi para informar a la Tierra de su descubrimiento y para enviar un holograma del cadáver alienígena.
Cuando el Streaker recibe una respuesta, está codificada. Una vez descifrado el mensaje, dice solamente: "Mantenerse en el anonimato". Esperar órdenes. No responder". "Seguidamente el Streaker se dirige al Morgran  punto de transferencia donde sufre una emboscada y son perseguidos por oponerse a entregar sus descubrimientos a las flotas de fanáticos religiosos razas alienígenas, quienes solicitan las  coordenadas de la flota progenitora, y todos ellos desesperados por evitar que sus enemigos las conozcan.
La novela prosigue, un mes después del descubrimiento, con la llegada del Streaker al planeta  Kithrup. Al poco tiempo de la llegada del Streaker, diversas flotas alienígenas comienzan a llegar al planeta. Ante esta situación, el Streaker busca refugio bajo los océanos del planeta desmoralizando las esperanzas de la tripulación de un breve refugio sin sobresaltos en  Kithrup, para terminar las reparaciones que necesita la nave. Tras esconderse el Streaker las armadas alienígenas comienzan a combatir entre sí.
Un acorazado  Thennanin es dañado durante los combates y se estrella en el océano cerca de lugar donde Streaker se está escondiendo. El tsunami que genera el choque contra el océano del acorazado, altera a varios miembros de la tripulación delfín ((llamado NeoFins)) los cuales debido al estrés entran en pánico y revierten a un estado instintivo, mental pre-elevación. Tras el tsunami algunos miembros de la tripulación, salen a verificar los daños, y encuentran nativos pre-sintientes  Kiqui (especies que están lista para comenzar su elevación a la Sapiencia).
Mientras tanto, en el Streaker, varios miembros de la tripulación planean en secreto un motín y la deserción, mientras que los oficiales diseñan un plan para rescatar las piezas necesarias para las reparaciones de los restos del naufragado acorazado  Thennanin. El Streaker no se puede mover por temor a ser detectado y a que las reparaciones aún no se han terminado, por lo que el equipo de salvamento usa transportes submarinos para llegar a los restos del naufragio. El equipo de rescate descubre que el casco del pecio esta en su mayoría en buen estado, y los clanes terrestres formulan un plan para ocultar el Streaker dentro del casco del acorazado Thennanin y realizar la huida. Como beneficio adicional, varios miembros de la tripulación de rescate, encuentran mientras buscan las piezas dentro del acorazado  Thennanin, una micro-rama de la Biblioteca Galáctica para compararla con la copia del Streaker, ya que la Tierra sospechosa que sus ramas de la Biblioteca galáctica han sido saboteadas, desposeyéndola de cierta información por las razas mayores.
La tripulación amotinada, dirigido por Jim-Takkata, paralizan al capitán Creideiki, y son descubiertos, pero antes de que pueda ser capturado, Takkata-Jim huye en una lanzadera, que sin saberlo él ha sido saboteada por la tripulación leal, y es lanzado en medio de la batalla sobre  Kithrup con sus cañones insignificantes, preparados para disparar cuando una nave y su Radio deshabilitada.Con esta maniobra, Jim Takkata distrae las dos flotas restantes de alienígenas.
En esta confusión, el Streaker escapa casi sin incidentes, ocultos en el casco Thennanin, pero cuando se disponen a abandonar la atmósfera, se enfrentan a varios buques pertenecientes a  Hermanos de la noche, pero afortunadamente, el Streaker se salva cuando seis navíos Thennanin, acuden a salvar a unos de sus "propios" navíos (ya que el Streaker va dentro del casco de un acorazado), y alejan a los Hermanos de la noche para que escapen. El Streaker huye hasta el  punto de transferencia, pero antes de huir, envía una transmisión a las armadas alienígenas.
Los delfines en la novela hablan tres idiomas: Primario, trinario y Anglico. Primario y trinario se representan como poemas esquemáticos de origen japonés haiku, mientras que el Anglico es una hipotética lengua derivada del inglés.
El libro se desplaza con frecuencia del punto de vista de un personaje a otro, tanto seres humanos, delfines, como miembros de las razas alienígenas que están tratando de destruir, capturar, o ayudar a la Streaker. Esto permite al lector hacerse una idea de cómo la tripulación del Streaker se inscribe en el contexto más amplio de los asuntos Galácticos. Todas las razas alienígenas descritas en este libro se ilustran en el libro Una guía ilustrada del universo de la elevación de los pupilos de David Brin.

## Traducciones
- Búlgaro: "Звездна вълна се надига" ("A star wave is rising"), 1994.
- Danés: "Stjerneflod" ("Star Tide"), 1988.
- Finés: "Tähtisumu täyttyy" ("Nebula fills up"), 1987.
- Francés: "Marée stellaire" ("Stellar tide"), 1998, 2001.
- Alemán: "Sternenflut" ("Star Tide"), 1985, 1993, 2000.
- Italiano: "Le maree di Kithrup" ("The Tides of Kithrup"), 1985.
- Coreano: "시간의 강" ("시간여행 SF 걸작선"), 1995.
- Polaco: "Gwiezdny przypływ" ("Star Tide"), 1997.
- Ruso: "Звёздный прилив" ("Star Tide"), 1995, 1998, 2002.
- Serbio: "Подизање звездане плиме" ("Startide Rising"), 1988.
- Español: "Marea estelar" ("Star Tide"), 1986.
- Sueco: "Vid stjärnhavets strand" ("On the beach of the sea of stars"), 1990.